# Agave ocahui
Agave ocahui är en sparrisväxtart som beskrevs av Howard Scott Gentry. Agave ocahui ingår i släktet Agave och familjen sparrisväxter.

## Underarter
Arten delas in i följande underarter:
- A. o. longifolia
- A. o. ocahui

## Bildgalleri

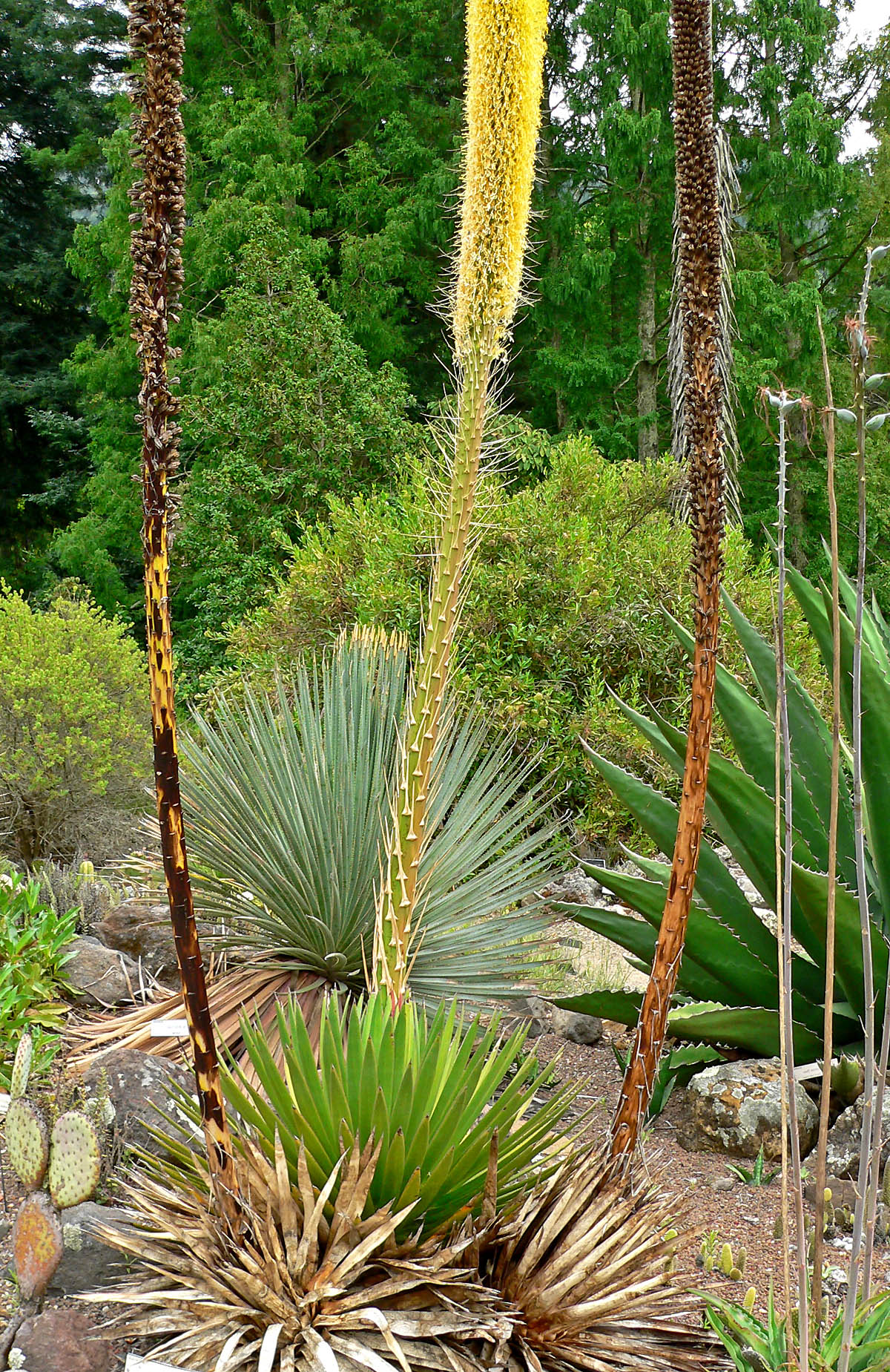
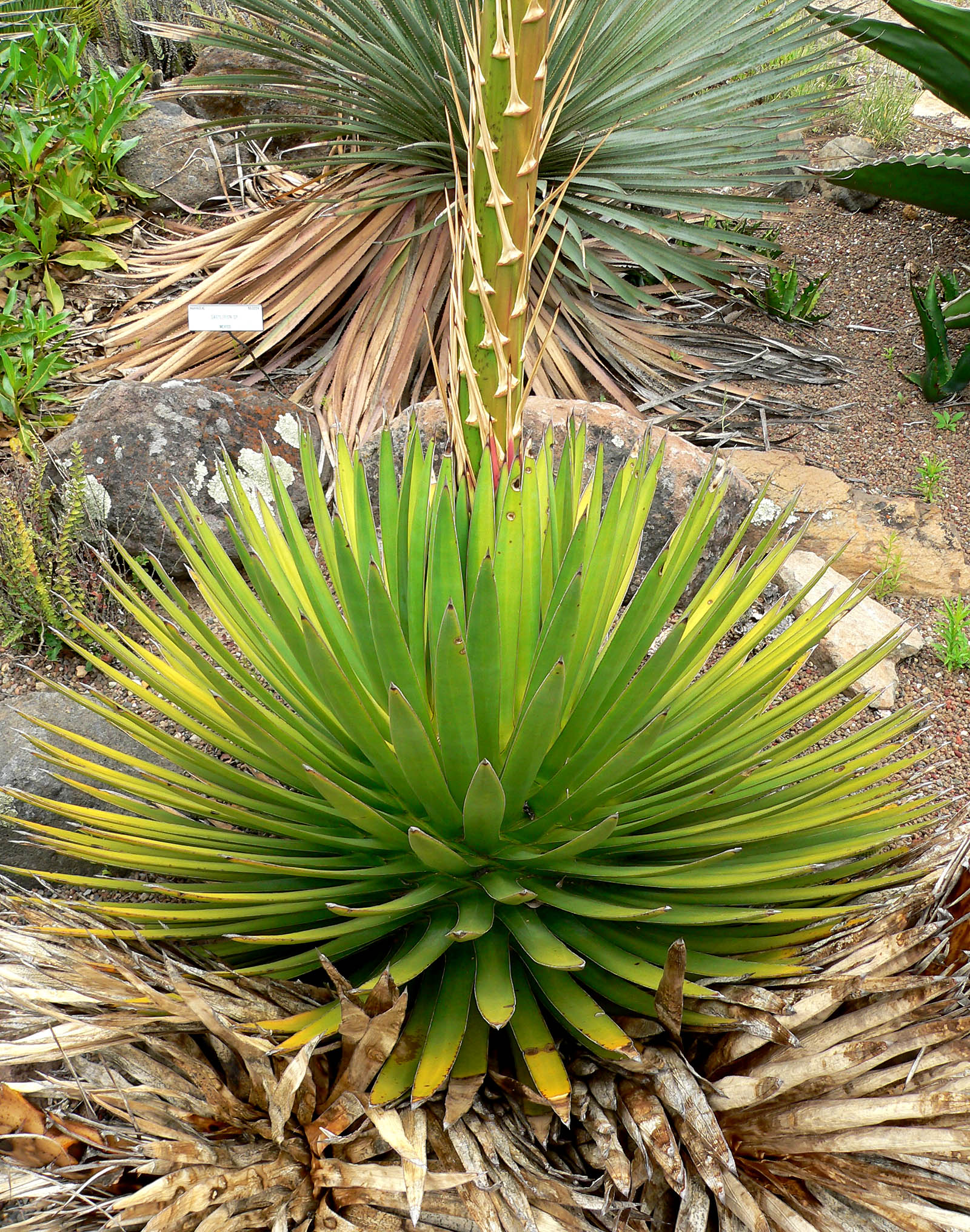
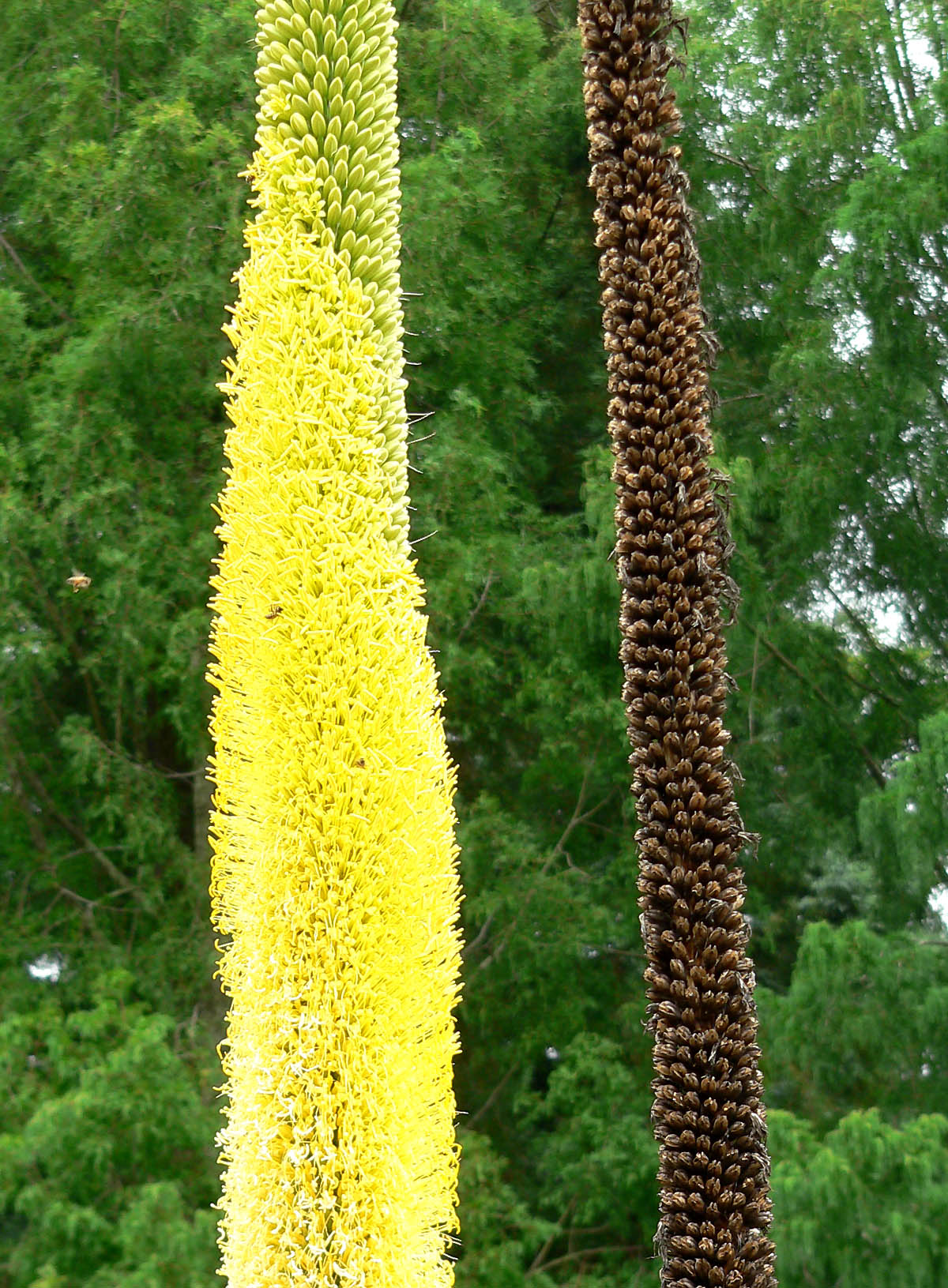
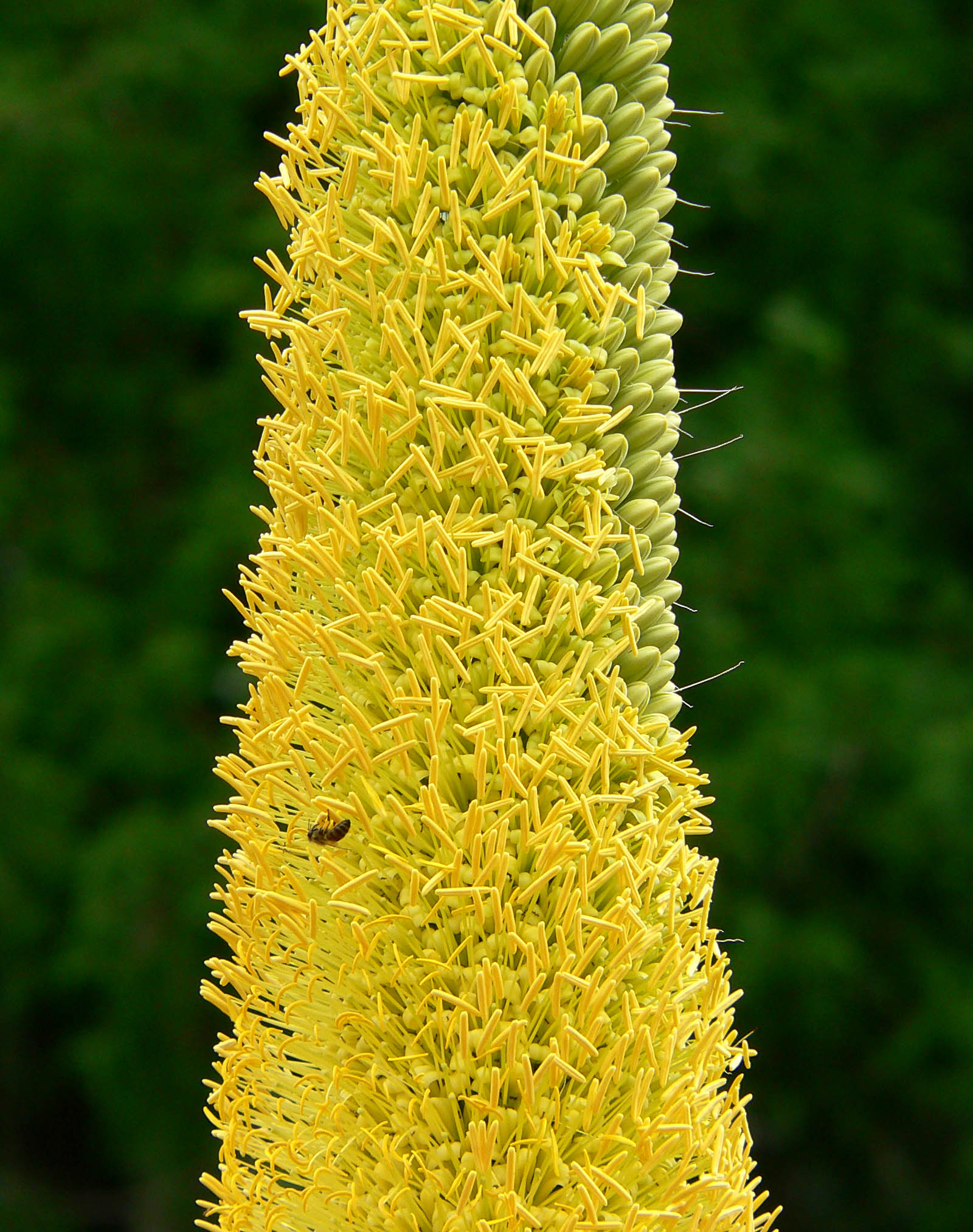
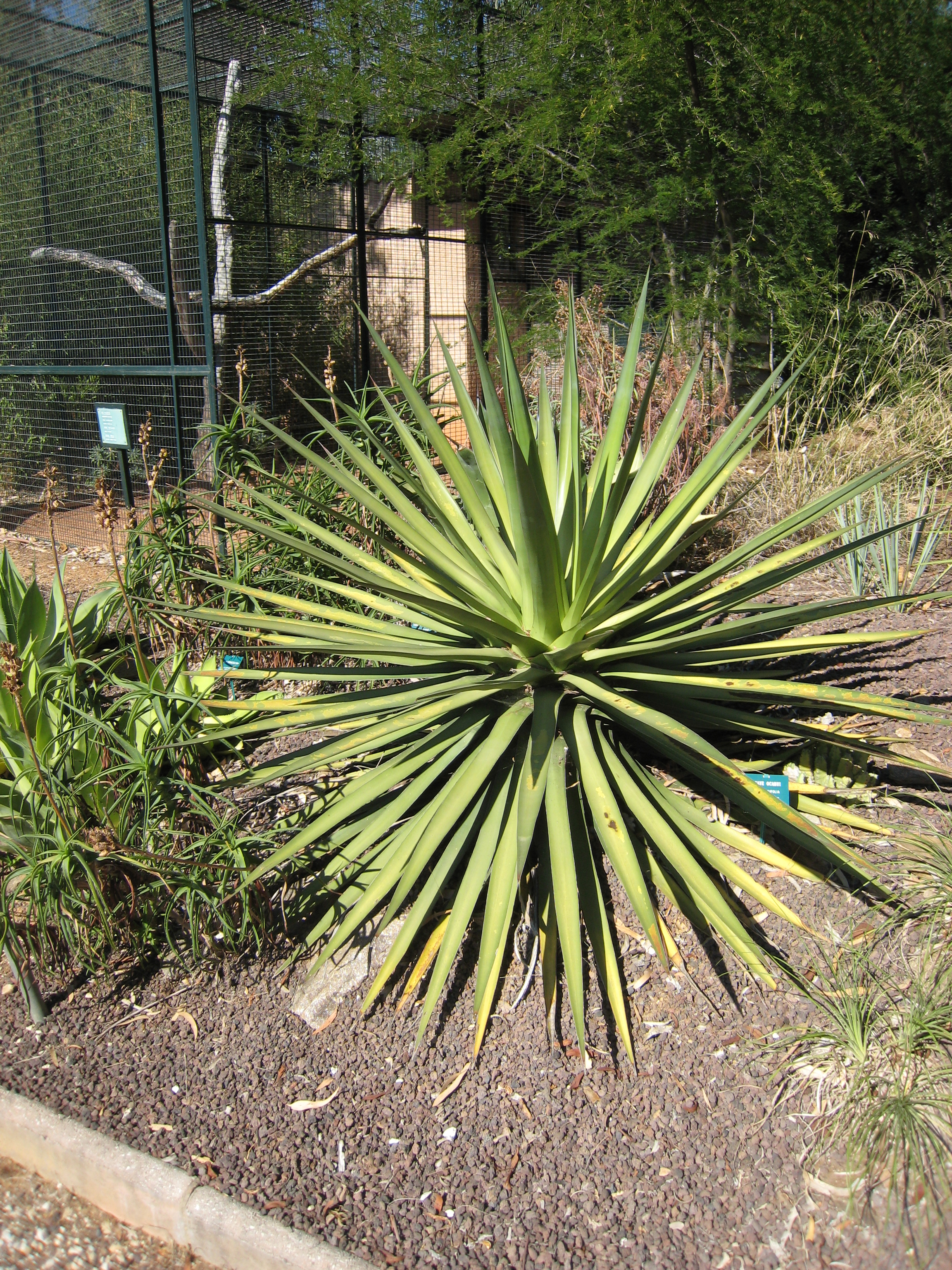
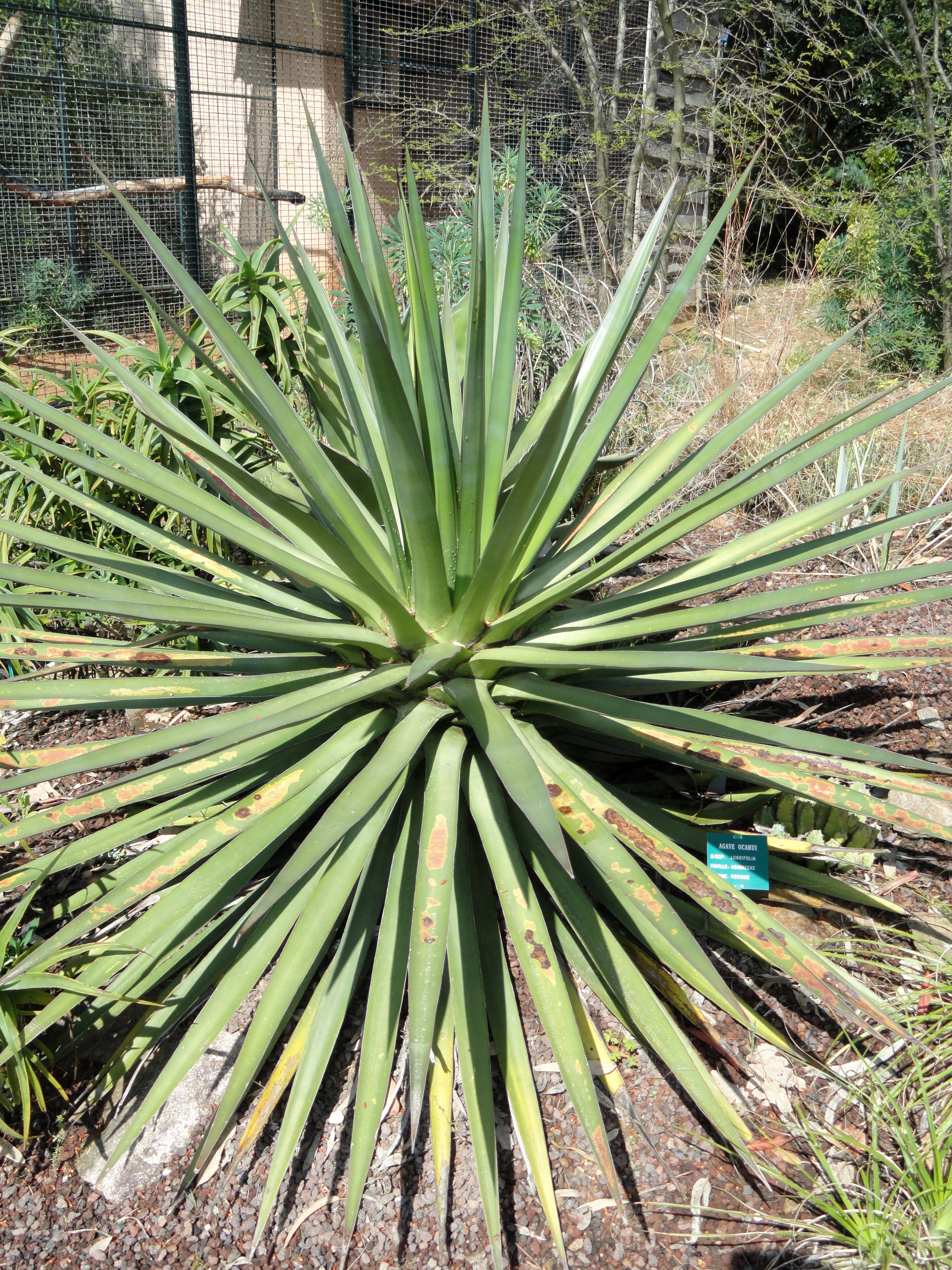